# Tropidolomia auriculata
Tropidolomia auriculata är en insektsart som beskrevs av Olivier. Tropidolomia auriculata ingår i släktet Tropidolomia och familjen hornstritar. Inga underarter finns listade i Catalogue of Life.